# Kamaravadi, Chamarajanagar
Kamaravadi là một làng thuộc tehsil Chamarajanagar, huyện Chamarajanagar, bang Karnataka, Ấn Độ.